# Дивци (Пријепоље)
Дивци су насеље у Србији у општини Пријепоље у Златиборском округу. Према попису из 2022. било је 245 становника.

## Демографија
У насељу Дивци живи 270 пунолетних становника, а просечна старост становништва износи 40,9 година (39,9 код мушкараца и 41,9 код жена). У насељу има 102 домаћинства, а просечан број чланова по домаћинству је 3,28.
Становништво у овом насељу веома је нехомогено, а у последња три пописа, примећен је пад у броју становника.
|  |

| Демографија | Демографија | Демографија |
| Година      | Становника  | Становника  |
| ----------- | ----------- | ----------- |
| 1948.       | 375         |             |
| 1953.       | 415         |             |
| 1961.       | 421         |             |
| 1971.       | 421         |             |
| 1981.       | 403         |             |
| 1991.       | 376         | 372         |
| 2002.       | 335         | 355         |

| Етнички састав према попису из 2002.‍ | Етнички састав према попису из 2002.‍ | Етнички састав према попису из 2002.‍ | Етнички састав према попису из 2002.‍ | Етнички састав према попису из 2002.‍ |
| ------------------------------------ | ------------------------------------ | ------------------------------------ | ------------------------------------ | ------------------------------------ |
|                                      |                                      |                                      |                                      |                                      |
| Срби                                 | Срби                                 |                                      | 202                                  | 60,29%                               |
| Муслимани                            | Муслимани                            |                                      | 70                                   | 20,89%                               |
| Бошњаци                              | Бошњаци                              |                                      | 50                                   | 14,92%                               |
| Црногорци                            | Црногорци                            |                                      | 2                                    | 0,59%                                |
| непознато                            | непознато                            |                                      | 1                                    | 0,29%                                |

| Година пописа     | 1948. | 1953. | 1961. | 1971. | 1981. | 1991. | 2002. |
| ----------------- | ----- | ----- | ----- | ----- | ----- | ----- | ----- |
| Број домаћинстава | 67    | 72    | 72    | 78    | 91    | 98    | 102   |

| Број чланова      | 1  | 2  | 3  | 4  | 5  | 6 | 7 | 8 | 9 | 10 и више | Просек |
| ----------------- | -- | -- | -- | -- | -- | - | - | - | - | --------- | ------ |
| Број домаћинстава | 14 | 24 | 19 | 22 | 13 | 7 | 3 | 0 | 0 | 0         | 3,28   |

| Пол    | Укупно | Неожењен/Неудата | Ожењен/Удата | Удовац/Удовица | Разведен/Разведена | Непознато |
| ------ | ------ | ---------------- | ------------ | -------------- | ------------------ | --------- |
| Мушки  | 138    | 39               | 91           | 8              | 0                  | 0         |
| Женски | 142    | 30               | 92           | 17             | 3                  | 0         |
| УКУПНО | 280    | 69               | 183          | 25             | 3                  | 0         |

| Пол    | Укупно                    | Пољопривреда, лов и шумарство | Рибарство                            | Вађење руде и камена | Прерађивачка индустрија       |
| ------ | ------------------------- | ----------------------------- | ------------------------------------ | -------------------- | ----------------------------- |
| Мушки  | 44                        | 5                             | 0                                    | 0                    | 17                            |
| Женски | 37                        | 2                             | 0                                    | 0                    | 18                            |
| УКУПНО | 81                        | 7                             | 0                                    | 0                    | 35                            |
| Пол    | Производња и снабдевање   | Грађевинарство                | Трговина                             | Хотели и ресторани   | Саобраћај, складиштење и везе |
| Мушки  | 0                         | 4                             | 7                                    | 0                    | 7                             |
| Женски | 0                         | 1                             | 11                                   | 1                    | 0                             |
| УКУПНО | 0                         | 5                             | 18                                   | 1                    | 7                             |
| Пол    | Финансијско посредовање   | Некретнине                    | Државна управа и одбрана             | Образовање           | Здравствени и социјални рад   |
| Мушки  | 0                         | 0                             | 2                                    | 2                    | 0                             |
| Женски | 0                         | 0                             | 0                                    | 1                    | 3                             |
| УКУПНО | 0                         | 0                             | 2                                    | 3                    | 3                             |
| Пол    | Остале услужне активности | Приватна домаћинства          | Екстериторијалне организације и тела | Непознато            | Непознато                     |
| Мушки  | 0                         | 0                             | 0                                    | 0                    | 0                             |
| Женски | 0                         | 0                             | 0                                    | 0                    | 0                             |
| УКУПНО | 0                         | 0                             | 0                                    | 0                    | 0                             |